# San Miguel de los Bancos
San Miguel de los Bancos ist eine Kleinstadt und die einzige Parroquia urbana („städtisches Kirchspiel“) im Kanton San Miguel de los Bancos der ecuadorianischen Provinz Pichincha. Die Parroquia besitzt eine Fläche von 581,4 km². Die Einwohnerzahl der Parroquia lag im Jahr 2010 bei 13.731. Davon wohnten 4.810 Einwohner in der Kleinstadt San Miguel de los Bancos.

## Lage
Die Parroquia San Miguel de los Bancos liegt am Fuße der Cordillera Occidental im Nordwesten der Provinz Pichincha. Der 1060 m hoch gelegene Hauptort San Miguel de los Bancos befindet sich 50 km nordwestlich vom Stadtzentrum der Hauptstadt Quito. Die Fernstraße E25 (Quito–Santo Domingo de los Colorados) führt an San Miguel de los Bancos vorbei. Südlich von San Miguel de los Bancos verläuft das etwa 200 m tiefer gelegene Flusstal des Río Blanco, linker Quellfluss des Río Esmeraldas. Dieser durchquert das Verwaltungsgebiet in westlicher Richtung. Der Río Saloya, linker Quellfluss des Río Blanco, fließt entlang der südöstlichen Verwaltungsgrenze nach Norden. Der Río Pachijal, ein linker Nebenfluss des Río Guayllabamba, fließt entlang der nördlichen Verwaltungsgrenze in Richtung Westnordwest. Der Río Mulaute, ein linker Nebenfluss des Río Blanco, begrenzt das Areal im Süden. An dessen Mündung befindet sich der tiefste Punkt der Parroquia auf einer Höhe von etwa 420 m. Im Südosten erreicht das Gelände eine maximale Höhe von 1831 m.
Die Parroquia San Miguel de los Bancos grenzt im Nordwesten an den Kanton Puerto Quito, im Norden an den Kanton Pedro Vicente Maldonado, im Nordosten an die Parroquias Pacto und Gualea (beide im Kanton Quito), im Osten an die Parroquia Mindo, im Südosten an die Parroquia Lloa (Kanton Quito), im Süden an das Municipio von Santo Domingo de los Colorados sowie im Südwesten an die Parroquia Valle Hermoso (die beiden zuletzt genannten Orte befinden sich im Kanton Santo Domingo der Provinz Santo Domingo de los Tsáchilas).

## Geschichte
Die Parroquia San Miguel de los Bancos wurde am 2. April 1971 im Kanton Quito gegründet. Am 14. Februar 1991 wurde schließlich der Kanton San Miguel de los Bancos eingerichtet und San Miguel de los Bancos als eine Parroquia urbana Sitz der Kantonsverwaltung.